# شهرستان واشینگتن (اوهایو)
شهرستان واشینگتن، اوهایو (به انگلیسی: Washington County, Ohio) یک سکونتگاه مسکونی در ایالات متحده آمریکا است که در اوهایو واقع شده‌است.